# Paul Bayer (Politiker)
Paul Bayer (* 18. Juli 1893 in Frauenhagen, Landkreis Prenzlau; † 10. Juli 1958 in Berlin) war ein deutscher Politiker der SPD.
Paul Bayer besuchte eine Volksschule und machte eine Lehre als Lithograf, später arbeitete er auch in diesem Beruf. 1912 trat er der SPD bei. Er wurde städtischer Angestellter in Berlin und leistete seinen Militärdienst ab. Mit dem Ersten Weltkrieg wurde Bayer Soldat. Ab 1925 machte er eine Ausbildung als Krankenpfleger und Masseur in der Charité. Mit der „Machtergreifung“ der Nationalsozialisten wurde er 1933 gemaßregelt und arbeitete anschließend als Transportarbeiter. Ab 1940 war er wieder Krankenpfleger im Städtischen Krankenhaus Berlin-Reinickendorf.
Nach dem Zweiten Weltkrieg wurde Bayer bereits bei der ersten Berliner Wahl 1946 in die Bezirksverordnetenversammlung im Bezirk Reinickendorf gewählt. Er wurde 1948 Leiter des Krankenhauses Berlin-Reinickendorf und ein Jahr später Leiter des Tuberkulose-Krankenhauses in Berlin-Frohnau. Bei der Wahl 1950 wurde Bayer in das Abgeordnetenhaus von Berlin gewählt. Innerhalb der folgenden Legislaturperiode starb er im Juli 1958, seine Nachrückerin im Parlament wurde daraufhin Charlotte Buchwald.